# Долешалль, Карл Людвиг
Карл Людвиг Долешалль (Carl Ludwig Doleschall, 15 июля 1827, Нойштадт-ан-дер-Вааг — 26 февраля 1859, Амбон, Восточная Индия) — австрийский энтомолог.
Людвиг Долешалль родился в семье протестантского теолога Михеля Долешалля. Изучал медицину в университетах Братиславы и Вены. В 1852 году поступил на службу в голландскую армию военным врачом.
Наряду со своей профессиональной деятельностью Долешалль интенсивно изучал мир пауков. В 1852 году он опубликовал «Систематический каталог обитающих в Австрийской империи пауков», в который также были впервые включены обитающие в венгерской части страны виды. После смерти большая коллекция жуков перешла Национальному музею в Будапеште.